# Пуниша Рачић
Пуниша Рачић (Слатина, код Андријевице, 12. јул 1886 — Београд, октобар 1944) је био српски политичар из Црне Горе и крунски сведок тужилаштва током Солунског процеса. Kао народни посланик у скупштини Краљевине Срба, Хрвата и Словенаца 20. јуна 1928. године убио групу хрватских народних посланика на челу са Стјепаном Радићем, оснивачем Хрватске сељачке странке.

## Поријекло
Пуниша Рачић је био поријеклом из племена Васојевића, из братства Јелића. Његова породица је носила презиме Радојевић, по Пунишином дједу Радоју. Од родоначелника овог братства, чији је познат само надимак Рача и име оца, Богдана Никечева, формирале су се укупно пет породица: Јелићи, Дукићи, Асановићи, Зековићи и Вукићи. Пуниша се родио у Радојевић-Јелићима.

## Дјетињство и младост
Пуниша (по рођењу Јелић) је рођен као други син Радисава Радојевића Јелића и његове жене Марије, рођене Бабовић. Разграничењем Црногорско-брдске књажевине и Османске Турске, 1858. и 1859. године, које су захтијевале Велике силе, васојевићко племе је подијељено на Горње Васојевиће унутар црногорске границе и Доње Васојевиће унутар Турске. Православно свештенство је у турском дијелу било најутицајније код српског народа. Свим отоманским поданицима је било стриктно забрањено да иду у Србију на образовање, па су тако свештеници фалсификовали крштенице код источно-православних хришћана, као да су рођени у црногорским Горњим Васојевићима. Тако је Пуниша Радојевић-Јелић крштен као Пуниша Рачић, по свом претку Рачи.
По завршетку основне школе у слатинском крају, Рачић је са неколицином својих другова из школе отпутовао у Београд, у јуну 1903. и уписао београдску гимназију. У Београду се још као младић заинтересовао за политику, проводећи крај 1903. и почетак 1904. године у политичким круговима. Упознао је лично и лидера Народне радикалне странке Николу Пашића.
У то време постаје члан Црне руке, која је под слоганом „Уједињење или смрт“ покушала терористичким акцијама да убије црногорског кнеза Николу и подрије независност књажевине Црне Горе. Пунишу Рачића су црногорски судови осудили на затворску казну од две године у Бомбашкој афери, а у Колашинској афери (1909) у одсуству на смрт стрељањем.

## Ратне године
Пуниша Рачић је од 1911. регрутован у српску војно-обавјештајну службу за коју обавља повјерљиве мисије у Македонији и на Косову, тада под османском влашћу. Борио се у балканским ратовима и Првом свјетском рату, а био је и четник-комита у вријеме борбе против аустроугарске окупације.
Учествовао је у Првом свјетском рату, бранећи Краљевину Црну Гору од снага Аустро-угарске двојне монархије од 1914. до 1916. године. У вријеме повлачења српске војске преко Црне Горе и Албаније, Рачић је био задужен за пребацивање злата из Народне банке Краљевине Србије. По поразу Црне Горе и распуштању војске, одлази у комите, где се изјашњава против династије Петровић Његош и за присаједињење Краљевини Србији, заједно са осталим комитама се борећи као бјелаш по свршетку рата 1918. године.
По конституисању Краљевине Срба, Хрвата и Словенаца и гушењу свих покрета присталица црногорске самосталности, почев од божићне побуне, почео је да се бави политиком. Учланивши се у Народну радикалну странку и зближивши се са угледним чланом српске Народне радикалне странке др Миланом Стојадиновићем, два пута је биран за народног посланика на његовој листи, на парламентарним изборима 1925. и 1927. године, у андријевичком срезу. Прије посланичке дужности у Београду, живио је у Скопљу, гдје је и засновао породицу, добивши два сина и једну кћерку. Војвода Коста Пећанац га 1923. назива "најјачим представником грабежи и нереда" који је настао након 1918. у Јужној Србији Рачић је одбацио његове оптужбе и тужио га за клевету.
Народна радикална странка је подстицала оснивање супарничких четничких удружења која би била противтежа Удружењу четничка за слободу и част отаџбине које је било под утицајем пројугословенске Демократске странке. Две радикалске организације Удружење српских четника за слободу и част отаџбине и Удружење српских четника Петар Мркоњић су се јула 1925. ујединиле у Удружење српских четника за слободу и част отаџбине Петар Мркоњић, чији ће Рачић бити стварни вођа све до 1928.

## Немири у скупштини
Већ до 1928. године у народној скупштини Југославије су вођени оштри сукоби. Озбиљне дискусије су замијењене увредама, пријетњама, па чак и псовкама. Посланици су неријетко лупали по столовима посланичких клупа, не дозвољавајући говор на подијуму, а неријетко су се разбијале и клупе. Водећи хрватски политичар Стјепан Радић, предсједник Хрватске сељачке странке, претио је како се Хрватска већ спрема на отцјепљење од остатка државе. Својим жустрим говорима је изазивао неред, због чега га је предсједник скупштине Нинко Перић укупно 10 пута удаљио са сједнице. Врхунац сукоба је био када посланици више нису ни негирали да подржавају насиље у законодавном тијелу; наиме, један посланик Савеза земљорадника је изјавио како он из парламента без крви и не излази. Сједница је била прекинута, а полицијски комесар Драги Јовановић је упао у њу са шест жандарма, с намјером да уведе ред и изнесе силом посланике који су били кажњени удаљавањем, а нису хтјели да изађу. Избацивање посланика силом неки политичари су прихватили са великим негодовањем; предсједник Самосталне демократске странке Светозар Прибићевић је тврдио да „чак ни Мађари нису тако поступали према посланицима који су легитимно опструирали рад народног представништва“, док је Стјепан Радић тврдио да је то кључни чин почев од којег више не може бити икаквог подилажења србијанској хегемонији. Све је ово довело до заоштравања односа у Народној скупштини међу посланицима.
Народни посланик и предсједник клуба ХСС, као један од лидера опозиције, на сљедећој сједници је оптужио посланике владајуће већине да долазе у парламент само ради гласања, а остатак времена проводе „само у ракијашницама“. У том духу је једном приликом посланицима владајуће већине са клупе довикнуо „Хајде, стоко, час горе, час доле!“. Када је неко из већине споменуо велики рат и јунаштво у борбама „за краља и отаџбину“, Павао Радић је гласно упитао „Колико кошта та ваша српска крв? Колико кошта Кајмакчалан? Да платимо - па да будемо мирни!“

## Убиство
Дана 20. јуна 1928. године, сједница је започела говором посланика владајуће већине, Томе Поповића, који је говоре Стјепана Радића назвао бљувотинама које не би требало нико да слуша. Хрватски посланик Стипе Матијашевић му је са клупе довикнуо да је разбојничка шпиља, а други народни посланик ХСС-а, Иван Пернар, да мисли да је на Косову а не у народном представништву. Тома Поповић је наставио говор, обраћајући се хрватским посланицима који су викали на њега, запријетивши да ће њиховом вођи Радићу отпасти глава ту у скупштини ако настави са вријеђањем. Већина посланика цијеле опозиције је одговорила на ову опаску Поповића лупањем свом снагом о клупама, због чега је цијела дворана почела да се тресе, а поред тога су и звиждали како се ништа не би чуло. Предсједник Нинко Перић је прогласио паузу. Увреде које су се низале са свих страна су биле такве да нису остале сачуване, јер је навођено да нису биле за записник.
Други по реду за говорницом је био представник народних радикала, Пуниша Рачић, који је хтио да одговори на оптужбе које су стизале из других посланичких група. Након петоминутног говора, завршио је сљедећим ријечима:
Свечано изјављујем да се, и када сам био прост војник, никада нисам служио псовкама. Зато морам да се буним против ужасног псовања, које се чује овдје у нашем парламенту... Када бисмо ми били једног мишљења, једног погледа на државу и друштво, ми онда не бисмо морали имати различита гледишта. Али оно што мене нарочито дира и као грађанина и као посланика, и што ја не могу никако да слушам и гледам, то је стално изазивање, које се нама свима непрестано упућује. То се преко нас преноси и у народ и тако се руши наш углед и пред народом и пред иностранством!
Иван Пернар виче овог пута Пуниши са клупе:
Ово је дрскост! Ово није достојно човјека!
Светозар Прибићевић виче са питањем да ли они то желе да цијела Европа сазна да се у скупштини прети оружјем. Иван Пернар се довезује и довикује даље:
Нека Европа чује куд су Хрвати и Пречани дошли!
Пуниша Рачић их игнорише и завршава као да ништа нису довикнули:
Има неколико година откад је требало да се наша држава консолидује и да наш народ искористи оно што је стјекао у рату јунаштвом и вјерношћу према савезницима. Све дотле је један део нашег народа употребљавао најгоре клевете да омете сређивање. И издавао интересе овог нашег народа и ове државе.
По свршетку говора, Пуниша Рачић је сишао са говорнице с намјером да се врати на своје мјесто. Када је пролазио поред Пернара, овај му је довикнуо поред:
Опљачкали сте бегове!
По овоме, Пуниша се укочио у мјесту и затражио ријеч од Предсједника Народне скупштине:
Молим вас, господине предсједниче, да га казните. Ако га ви не казните, ја ћу да га казним. Ја ћу лично да се обрачунам са њим. Ко год буде покушао да се стави између Пернара и мене - погинуће!
Стенографске биљешке престају по овоме што је узвикнуо Рачић, тако да није познато шта се тачно догодило. Догађаји који су услиједили су реконструкције базиране на свједочењима присутних људи, које заиста јесу имале одступања и разлике, али су суштински сви пренијели исту причу. Према навођењима, Пернар је заћутао и остао у мјесту прилично озбиљан. Предсједник Нинко Перић по хитном поступку прекида сједницу и одлази, а Пуниша Рачић се пење за говорницу и чека док не прође пауза и док се предсједник не врати, како би се осигурао да ће Пернара казнити. Иза говорнице су у предсједништву сједјели министар правде Милорад Вујичић и доскорашњи министар вјера Драгомир Обрадовић, и примијетили како Рачић ставља десну руку у џеп и вади револвер, неуспјешно се надајући да ће бити прикривен говорницом. Обрадовић га повлачи за исту руку а другом руком и за раме и упита га тихо је ли он луд. Пуниша се отима из његовог стиска и сав потпуно бијесан му пријети да ће га убити ако га поново дотакне.
Видјевши да је пиштољ откривен, упире га директно ка народном посланику Ивану Пернару и захтијева да устане и извини се. Након што настаје мук у сали, а Пернар мирно сједи и ћути, Рачић урла на њега да се извини. Настаје краткотрајна пауза након које Пернар помјера једну руку а Пуниша испаљује два хица у њега и он пада мртав под клупу. Настаје општа паника у којој Пуниша Рачић изгледа као да је потпуно полудио, пуцајући на све стране. Меци су промашили лидера СДС Светозара Прибићевића, али су погодили хрватског посланика Ђуру Басаричека, који је са стенографског стола потрчао ка говорници у намјери да обузда Рачића. И Ђуро пада мртав од смртоносног хица. Иван Гранђа скаче испред свог лидера Радића у намјери да га заштити од могућег атентата, а Рачић испаљује два хица у њега у намјери да га онеспособи. Један метак га је ранио, а други погодио у клупу, од које се одбио и ранио лидера ХСС Стјепана Радића са стране стомака. Његов синовац Павао Радић, који је стајао нешто даље, када је видио да му је стриц рањен, из све снаге је потрчао ка њему, а Рачић је и у њега испалио хитац и тешко га ранио.
Сви посланици и стенографи су се разбјежали на све стране. Рачић је мирно изашао из зграде скупштине и напустио мјесто злочина. Међу народним посланицима је било и неколико љекара; др Драгићевић јури и прегледа Ђуру Басаричека и немоћно шири руке, а брза интервенција не спашава Павла Радића, који умире. Ово је поготово било тешко по тадашње и овако хладне односе између Срба и Хрвата, јер је Павао Радић био умјерен, млад политичар, врло популаран; живио је у Београду и био углавном југосимпатизер. Љекари су хитно интервенисали код Ивана Пернара, рањеног у лијеву руку и груди, и спасили му живот. У посљедњем тренутку је стигла и интервенција за Ивана Гранђу, који је такође био изван животне опасности. Посебна пажња је посвећена Стјепану Радићу, као страначком предсједнику, знаменитом лидеру опозиције, али и некрунисаном вођи хрватског народа у југословенској монархији. Операцију је извршио лично најбољи београдски хирург, професор београдског универзитета др Миливој Костић, у великој сали под локалном анестезијом. Рана није била опасна, ушла је у стомак под косом линијом, али је Стјепан Радић био човјек врло рђавог здравља, често болешљив, слабог срца и у развијеној фази шећерне болести, тако да је током операције изгубио много крви.
У београдску болницу током опоравка га је посјетио и краљ Александар Карађорђевић, разговарајући са њим о његовом здравственом стању. У болници му је Радић рекао да сада постоји само краљ и народ, контроверзна изјава која је интерпретирана на разне начине. Краљ Александар је касније схватио ту изјаву као директно одобрење од Радића да уведе диктатуру и обрачуна се са расулом. Радића су у болници посјетили и водећи српски политичари. Након што је рана зарасла, а Радићу било боље, тако да је могао слободно шетати кроз болницу, пребачен је у Загреб, гдје је требало да проведе остатак лијечења. Возом је дошао у Загреб, гдје су га дочекале у маси десетине хиљада присталица. Након рањавања добио је и статус мученика, а масе су биле бијесне на рањавање њиховог лидера, које се догодило у Београду, и то од стране једног српског радикала, представника власти.

## Хапшење
По смиривању ситуације, полиција је издала потјерницу и објавила плакате по цијелом Београду:
| „ | На данашњој седници Народне скупштине посланик Пуниша Рачић, раста омањег, пуначак, добро развијен, стар око 40 година, испалио је неколико метака из револвера и том приликом неколико народних посланика ранио, а двојицу убио, па потом незнано куд побегао. Молимо да га у случају проналаска стражарно спроведу овом одељењу. Врло је хитно. | ” |

Послије неког времена, Пуниша Рачић се појавио у кабинету министра унутрашњих дјела др Антона Корошеца, који је одбио да га прими. Овај чин је оставио много питања у вези са догађајем, па самим тим и пуно теорија завјера. Остало је отворено питање каква је улога Корошеца у атентату, да ли је атентат био испланиран и јесу ли власти намјерно унајмиле Пунишу Рачића у намјери да се силом обрачунају са лидерима опозиције који су онемогућавали сваки рад парламента, а претпоставке су само наставиле да се нижу. Тада га је шеф кабинета, Драган Бојовић, чим је дознао да је дошао у зграду, са двојицом жандарма ухапсио и спровео у Управу града Београда. Пуниша Рачић се мирно предао жандармерији и изјавио да није имао никакве намјере да бјежи или се скрива, већ да је само хтио да обавијести породицу и своје бираче о свом чину, упутивши им писмо:
| „ | Драга браћо Срби из Црне Горе, бирали сте ме и изабрали за свога посланика против воље владе и режима... Ја сам до данас повјерену ми дужност савјесно и предано вршио... Радећи то за вас, правио сам се мањи од макова зрна, а скромнији од сваке дјевојке, кад сам ја лично био у питању... Али кад су били ваши морални и материјални интереси ја сам био прави Србин Црногорац... Данас су ме радићевци изазвали нападајући на моју част и национално осјећање, те сам се онемогућио да вас даље представљам. Црногорцима и не би требао представник који нема поноса, осјећања части, чојства и јунаштва... Хвала вам, браћо, на повјерењу! | ” |

Одведен је и притворен у самицу у затвору Главњача, гдје је провео неколико мјесеци, ниједном не излазећи из ње. Стјепан Радић се осјећао боље и истражном судији у Загребу, у вријеме истраге поводом злочина, 24. јула 1928. предао свој вид ситуације. Објаснио је како је сједница тог дана изгледала страшно, али како је био страховито лошег вида, кратковид на граници сљепоће, рекао је да му ништа није било јасно шта се догађало. Према Радићевој изјави, само је осјетио да га је неко упуцао у стомак. Када је устао, према његовим ријечима, покушао је да оде, али нека особа је била на поду пред њим, коју није могао прескочити. Брзо је губио крв, па се онесвијестио. Ухватио га је др Крњевић, који га је однио кроз дворану у двориште до аута, па до болнице. Истом приликом Стјепан Радић је поднио кривичну пријаву за покушај уморства против Рачића, тврдећи да није имао никакав лични сукоб са њим, тако да је то морало бити само прорачунато и испланирано убиство. За разлику од својих посланика, Радић је тог дана био миран и није се мицао из клупе нити ишта говорио.
Посљедња ствар коју је Стјепан Радић стигао учинити је програмска потврда опозиционе Сељачко-демократске коалиције. Убрзо потом, умро је од срчаног удара 8. августа 1928. године. Од рањавања, непрестано је имао повишену температуру, што је утицало на развој дијабетеса и слабљење срчаног мишића, што је све додато запаљењу плућа од којег је оболио пред смрт. Санитетски савјет у Загребу је, послије смрти, потврдио сумње да је рањавање имало узрочно-посљедичну везу са смрћу, што је омогућило суђење за убиство, а не само за покушај убиства. Смрт Стјепана Радића, предсједника Хрватске сељачке странке, оставила је дубоке и трајне посљедице по односе Срба и Хрвата. Смрт лидера хрватског народа од стране једног српског радикала, и то из владајуће већине, је прихваћена са огорчењем у хрватским народним масама. Иако сам Стјепан Радић то није сматрао, из политичких циљева, популарисана је идеја да је Радића убио српски народ, Београд, краљ Александар, а оптужбе опозиције о београдској доминацији су само добиле на снази. Догађаји су и до данашњег дана злонамјерно интерпретирани негативно, као да је био у питању сукоб српског и хрватског народа по етничкој линији, иако је био у питању раскол политике по линији власти, гдје су били Срби (ту је спадао и велики број Македонаца и готово сви Црногорци, укључујући и Рачића), Босански Муслимани и Словенци, и опозиција у којој су били Хрвати, Срби и остали.
Када је ствар изгледала најгоре, Александар Карађорђевић се састао са Радићевим насљедником Влатком Мачеком и са Антоном Корошецом, нудећи им раздружење Србије, Хрватске и Словеније. Корошец је то категорички одбио, а са Мачеком је настало спорно питање граница разграничења. Мачек је одбио предлог и прихватио да се и даље настави у заједничкој држави. Мистерије око Корошеца и његове улоге у свим овим збивањима су значајно повећане, када је краљ прихватио оставку премијера из радикалске струје лојалне њему Велимира Вукићевића због скупштинског инцидента и премијерску столицу препустио самом најбитнијем словеначком политичару Антону Корошецу, предсједнику Словеначке народне странке, у коалицији народних радикала, словеначких народњака и југословенских муслимана - све демократе лојалне двору су изашле из власти по атентату и придружиле се осталим демократама из Сељачко-демократске коалиције у позивима за изборе. Претходно је краљ Александар премијерску столицу понудио Стјепану Радићу, који је то одбио, већ се ХСС изјаснио у подршку концентрационој влади свих странака под вођством неутралног генерала Хаџића. Али ни то није успјешно спроведено, па је тако Корошец добио премијерско мјесто. Због страха од насиља, избори нису одржани, а Корошецова влада није успјела да смири страсти. Позивајући се на већ поменуте аргументе, краљ Александар I Карађорђевић је увео 6. јануара 1929. године диктатуру, суспендовао устав, распустио народно представништво и укинуо све политичке странке, као посљедњи покушај да спријечи да држава оде у пропаст. Овај чин су многи подржали, а и наишао је на шире међународно одобрење, али је краљеве противнике само ојачао, дајући им и саму потврду о хегемонизму својим ауторитарним ударом на државу и њен поредак. Све је ово закомпликовало, али и проширило и одужило истрагу против Пунише Рачића, који је све ово вријеме провео у самици, што је било неуобичајено дуго.

## Суђење
Суђење је коначно почело у првостепеном суду у Београду 27. маја 1929. године. Пуниша Рачић је привукао доста пажње, не само због обимности и важности судског поступка, већ је и добио групу симпатизера која је сматрала толико дугачак притвор, и то у затворској самици под најтежим условима, кршењем његових права као оптуженог који је и даље био законски невин. Бранила га је велика група правника — имао је укупно 35 адвоката, међу којима је било и неколико познатих лица Југославије, првенствено српске деснице — Света Панајатовић, Љубиша Трифуновић, Војислав Павловић, др Видан Благојевић, па и Димитрије Љотић. Како фотографисање није било дозвољено, било је четири столице за новинаре-цртаче. Суђење је имало велики публицитет; присуствовало му је укупно 25 новинара из земље и иностранства. Као саучесници у злочину оптужени су радикалски посланици војвода Драгутин Јовановић „Луне“ и Тома Поповић за подстрекивање против хрватских посланика, што је наводно довело до дизања страсти и навело Пунишу Рачића да изврши злочин.
На суђењу је приказан револвер марке „Штајер“ број 3097 из 1915. године, којим је пуцано седам пута. Пуниша Рачић није негирао, већ признао и потврдио оптужбе, за сваки хитац, али је оспоравао мотиве. Док је тужилаштво тврдило да је свјесно извадио пиштољ у намјери да побије лидере опозиције, у првом реду хрватске сељаке, Пуниша је признао само намјерно убиство Ивана Пернара и тврдио да је то извршио јер је видио да се Пернар хвата за свој пиштољ. Објаснио је спор и како је Пернар увриједио његову част; Рачић је у скупштину пренио ратничко схватање чојства и јунаштва из црногорских братстава и племена у којима још није сасвим била искорењена ни крвна освета. Тврдио је да су народни посланици из опозиције у вријеме инцидента викали на њега да је Србија раније извозила волове, а сада Пунише Рачиће и како његова част није могла да издржи да прођу некажњено. За остале је тврдио да је пуцао у самоодбрани, мислећи да су кренули да га онеспособе. Како је поготово била тешка тачка оптужнице за убиство Радића, ту је било највише пажње. Рачић је тврдио да није имао никакве намјере да погоди Радића, већ да је метак случајно закачио њега, док је пуцао у Гранђу. Тврдио је да никада не би пуцао у слијепог човјека ни под каквим околностима. Као кључни доказ одбрана је представила чињеницу да је имао још укупно три метка у оружју и да је слободно могао убити Радића, да је хтио, док је излазио из скупштине, или да докрајчи Гранђу. Одбрана је изнијела детаље из његовог личног живота и као свједоке довела његове рођаке из Васојевића, указујући да долази из једне нервно нестабилне породице у намјери да смањи казну, али Пуниша је за говорницом оповргао све тврдње и рекао да је здравог ума. Током процеса је захтијевао само да детаљи буду тачно приказани, а за себе није тражио никакво оправдање и сматрао је да је прекршио закон.
Тужилаштво је, позивајући се на чињеницу да је владала шестојануарска диктатура у којој је и видовдански устав краљевине био суспендован, захтијевало смртну казну, тврдећи да би то била и добра порука и одговор власти. Смртна казна је ипак изузета из опције јер би то била најстрожа казна која је до тада примјењивана и зато што на суду послије мукотрпног и дугог процеса није доказано да је било завјере или сврсисходне намјере Пунише Рачића да уђе у парламент и убије три народна посланика, а рани два. 7. јуна 1929. године Варошки суд у Београду је изрекао пресуду. Ослободио је Јовановића и Поповића од оптужби, јер су тада сви на свакога викали разноразне увреде, тако да се не може говорити о подстријеку с њихове стране. Пронашао је Рачића кривим и осудио га на максималну казну по важећем праву у износу од 20 година робије. Он је прихватио пресуду и честитао слободу ослобођенима. По свршетку жалбеног поступка, Апелациони суд је донио коначну пресуду са образложењем по тачкама 2. октобра 1929. године.
1. За покушај убиства др Ивана Пернара на 4 мјесеца робије
2. За убиство др Ђура Басаричека на 12 година робије
3. За покушај убиства Ивана Гранђе на 1 годину и 4 мјесеца робије
4. За убиство Стјепана Радића на 8 година робије
5. За убиство Павла Радића на 12 година робије

Свеукупно је добио 33 године и 8 мјесеци робије. У образложењу је додато да ће одслужити 20 година робије, јер је то максимална казна коју важеће кривично право у Србији дозвољава. Послије скоро године дана проведене у београдској самици у вријеме истраге и судског процеса, пребачен је у затвор у Пожаревцу, најпознатији југословенски затвор, гдје је требало да одслужи остатак своје казне. Његова породица се преселила у Пожаревац како би га могла редовно посјећивати. Послије одслужене једне деценије, сходно затворским прописима, а на основу доброг владања, добио је статус „слободњака“. Добио је бројне привилегије над осталим затвореницима и могао је слободно да се шета градом током дана, што му је нарочито одговарало због породице.

## Смрт
Након свеукупно 13 одслужених година, пуштен је на слободу 27. марта 1941. године. Склонио се код свог пријатеља у Смедерево. По свршетку Априлскога рата, у којем Краљевину Југославију окупирају силе Осовине и противправно цијепају, сели се са породицом у Београд, престоницу окупиране Србије. Живи повучено и мирно под нацистичком окупацијом у вријеме Другог свјетског рата, стичући и један млин као приватно добро. Живио је у Господар Јевремовој улици.
Остаје неразјашњена прича око његове смрти. У вријеме ослобађања Београда од стране партизана, посјећују га наоружана двојица 16. октобар 1944. године, тражећи експлицитно њега. Ништа се не зна, а претпоставља се да су га партизани тада извели и негдје убили. У питању су били војници из 21. српске дивизије Милоја Милојевића. Још већу мистерију на судбину Пунише Рачића баца вијест према којој је виђен у Бањици 4. децембра 1944. године као још жив.
Његова породица је безуспјешно покушавала да открије шта се догодило са њим. Недуго послије његовог нестанка, убијен је и његов старији син, Слободан Рачић, заједно са бројним Београђанима у партизанским чисткама које су извршене одмах по добитку рата.

## Теорије о позадини
Чин Пунише Рачића често се, најчешће са хрватске стране, третира као смишљено дјело, како би краљ Александар добио разлог за завођење диктатуре.
Момчило Зечевић је открио један документ, који свједочи о широј, па чак и припреманој завјери, у којој је учествовао сам Антон Корошец, као тадашњи министар унутрашњих послова. Ријеч је о дневнику шефа Корошецовог кабинета, Станка Мајцене, у ком је записано да је Пуниша Рачић био код Корошеца ноћ пред пуцњаву у Скупштини, и да му је после састанка са Рачићем, Корошец поверио да ће „бити несреће”. Кад је сутрадан полицијски комесар Скупштине, звао Корошеца телефоном, да му јави страшну вест о догађајима у Скупштини, Корошец је одговорио „Несрећа се догодила”.
Ово упућује на мисао да је Корошец желио да тиме убрза процес консолидације државе, а имао је и своје рачуне са Радићем и био убеђен да се са њим не може „правити држава”.

## Каснији утицај
За вријеме парламентарних избора у Србији 2008. године, након потписивања Споразума о стабилизацији и придруживању Европској унији, „Фамилија српских навијача“ је полијепила по улицама Србије плакате са фотографијама предсједника Србије Бориса Тадића и потпредсједника владе Божидара Ђелића са натписом „Државни непријатељи“, скупа са фотографијама Стјепана Радића са натписом „Један је Пуниша Рачић“.
У јулу 2017. братство Рачића покренуло је иницијативу о подизању споменика Пуниши Рачићу у његовом родном мјесту, што су подржали мјештани Слатине и споменик је подигнут 13. јула испред Рачићеве родне куће. Подизању споменика оштро се противила Хрватска, која је тражила од надлежних органа да се споменик уклони. На захјтев надлежних органа, послата је механизација за уклањање споменика, коју су мјештани Слатине зауставили и пристали да сами уклоне споменик, што су и урадили 18. јула.